# 샤를-에두아르 브라운-세카르
샤를에두아르 브라운 세카르(Charles-Édouard Brown-Séquard, 1817년 4월 8일 – 1894년 4월 2일)는 1850년에 오늘날 브라운 세카르 증후군으로 불리는 증상을 처음으로 기술한 모리셔스인 생리학자이자 신경과 의사였다.

## 초기 생애
브라운 세카르는 모리셔스의 포트루이스에서 미국인 아버지와 프랑스인 어머니 사이에서 태어났다. 그는 모리셔스의 로열 칼리지에 다녔고, 1846년에 파리에서 의학 학위를 받았다. 그 후 그는 그곳에서 개업할 목적으로 모리셔스로 돌아왔지만, 1852년에 미국으로 갔다. 그곳에서 그는 버지니아 의과대학의 교수로 임명되어 이집트 건물의 지하에서 실험을 수행했다.
그는 1854년에 미국철학학회의 회원으로 선출되었다.

## 후기 생애
그는 파리로 돌아왔고, 1859년에 런던으로 이주하여 마비 및 뇌전증 국립병원의 의사가 되었다. 그곳에서 그는 약 5년 동안 머물면서 신경계의 병리학에 대한 자신의 견해를 수많은 강연에서 설명하여 상당한 주목을 받았다. 1864년에 그는 다시 대서양을 건너 하버드의 생리학 및 신경병리학 교수로 임명되었다. 그는 1867년에 이 직책을 포기했고, 1869년에 파리 의과대학의 교수가 되었지만, 1873년에 다시 미국으로 돌아와 뉴욕시에서 개업을 시작했다. 뉴욕에 있는 동안 그의 딸 샬럿 마리아가 태어났다.
마침내 그는 1878년에 콜레주 드 프랑스에서 클로드 베르나르의 후임으로 실험 의학 교수로 파리로 돌아갔고, 1894년 프랑스 소에서 사망할 때까지 그곳에 머물렀다. 그는 파리의 몽파르나스 묘지에 묻혔다.
브라운 세카르는 꽤 논란이 많고 괴짜 같은 인물이었으며, 72세에 동물의 고환 추출물을 피하 주사한 후 젊어진 성적 능력을 주장한 것으로도 알려져 있다. 수천 명의 남성이 이 치료법을 시도했다. 로버트 B. 그린블랫 내분비학자는 이 치료법이 작동할 리가 없다고 썼는데, 그 이유는 갑상선과 달리 고환은 생산하는 호르몬을 저장하지 않으므로 동물 고환에서 직접 치료용 테스토스테론 용량을 얻으려면 "약 4분의 1톤의 황소 고환이 필요할 것"이기 때문이다. 그의 방법이 활성 테스토스테론 양을 산출하지 못했다는 것이 나중에 실험적으로 확인되었다. 많은 남성들의 긍정적인 반응은 현재 플라시보 효과로 여겨지지만, 이것이 "내분비학 분야를 시작하게 하기에 충분했다"고 한다.
1886년에 브라운 세카르는 설탕 클럽 이사회에 선출되었다. 그는 또한 런던 왕립학회의 회원이기도 했다.

## 업적
브라운 세카르는 예리한 관찰자이자 실험가였다. 그는 혈액과 동물열에 대한 우리의 지식뿐만 아니라 신경계에 대한 가장 중요한 많은 사실에 크게 기여했다. 그는 척수의 생리학을 처음으로 연구한 과학자였으며, 통증과 온도 감각을 전달하는 섬유의 교차가 척수 자체에서 발생함을 입증했다. 그의 이름은 모리셔스에서 사탕수수를 베는 농부들의 우발적인 척수 손상을 관찰한 후 그가 기술한 척수 반쪽 절단으로 인한 그의 이름을 딴 증후군(브라운 세카르 증후군)에 대한 설명과 함께 의학사에 영원히 새겨졌다.
훨씬 더 중요한 것은 그가 현재 호르몬으로 알려진, 혈류로 분비되어 먼 기관에 영향을 미치는 물질의 존재를 처음으로 가정한 사람 중 한 명이었다는 것이다. 특히 그는 1856년에 부신을 제거하면 필수 호르몬 부족으로 사망한다는 것을 입증했다. 72세에 파리 생물학회 회의에서 브라운 세카르는 기니피그와 개의 고환에서 추출한 액체를 피하 주사하면 젊어지고 인간의 삶이 연장된다고 보고했다. 이는 과학자들 사이에서 비웃음거리로 브라운 세카르 엘릭서로 알려졌다. 비엔나의 한 의학 출판물은 경멸적으로 "이 강연은 70세가 된 교수들이 은퇴해야 할 필요성에 대한 추가 증거로 보아야 한다"고 비꼬았다.
브라운 세카르의 연구는 약 500편의 논문으로 출판되었으며, 특히 1868년 장마르탱 샤르코와 알프레드 불피앙과 함께 창립을 도운 Archives de Physiologie에 실린 논문들은 매우 광범위한 생리학 및 병리학 주제를 다룬다.
19세기 후반에 브라운 세카르는 획득된 특성의 이른바 유전 분야에서 많은 논란을 일으켰다. 1869년부터 1891년까지 기니피그에 대한 일련의 실험에서 브라운 세카르는 척수의 부분 절단 또는 궁둥신경의 완전 절단이 몇 주 후에 뇌전증과 유사한 특이한 병적 상태를 유발한다는 것을 관찰했다. 수술을 받은 동물의 자손은 종종 허약했으며, 일정 수는 소위 뇌전증에 대한 경향을 보였다. 일부 과학자들은 이러한 관찰을 라마르크적 유전의 증거로 간주했다. 그러나 라마르크 자신은 환경 자극에 대한 운동이나 위축 이외의 다른 수단으로 획득된 특성의 유전을 거부했다. 그의 실험은 현재 비정상적인 것으로 간주되며, 그의 관찰에 대한 다른 설명이 제시되었다. 제안된 한 가지 설명은 이 실험이 부모에게 유도되어 자손에게 전염되는 질병을 보여주었다는 것이다.

## 더 읽어보기
- Aminoff, Michael J. (2000). 《Brown-Séquard: Selected Contributions of a Nineteenth-Century Neuroscientist》. 《The Neuroscientist》 6. 60–65쪽. doi:10.1177/107385840000600114. S2CID 144271357.
- Borell M. (1976). 《Brown-Séquard's organotherapy and its appearance in America at the end of the nineteenth century》. 《Bull Hist Med》 50. 309–320쪽. PMID 791406.
- Brown-Séquard C. E. (1889). 《The effects produced on man by subcutaneous injection of a liquid obtained from the testicles of animals》 (PDF). 《Lancet》 137. 105–107쪽. doi:10.1016/s0140-6736(00)64118-1.
- 본 문서에는 현재 퍼블릭 도메인에 속한 브리태니커 백과사전 제11판의 내용을 기초로 작성된 내용이 포함되어 있습니다.
- Dawka, Sushil. (2017) "Charles-Édouard Brown-Séquard: A bicentennial tribute". Int J Med Update. 12 (1): 1–3. https://dx.doi.org/10.4314/ijmu.v12i1.1
- Laporte, Y. (2006). 《Charles-Édouard Brown-Séquard. Une vie mouvementée et une contribution importante à l'étude du système nerveux (Charles-Édouard Brown-Séquard. An eventful life and a significant contribution to the study of the nervous system)》. 《Comptes Rendus Biologies》 329. 363–368쪽. doi:10.1016/j.crvi.2006.03.007. PMID 16731494.
- Olmsted, J. M. D. (1946). 《Charles-Edouard Brown-Séquard. A Nineteenth Century Neurologist and Endocrinologist》. Baltimore: Johns Hopkins University Press.
- Rengachary, Setti S.; Colen, Chaim; Guthikonda, Murali (April 2008). 《Charles-Edouard Brown-Sequard: An Eccentric Genius》. 《Neurosurgery》 62. 954–964쪽. doi:10.1227/01.neu.0000318182.87664.1f. PMID 18496202. S2CID 28337775.
- Ruch, Theodore C. Ruch (March 1946). 《Charles Edouard Brown-Séquard (1817-1894)》. 《Yale J. Biol. Med.》 18. 227–238쪽. PMC 2601899. PMID 21434249.
- Sneader, Walter (2005). 《Drug Discovery》. Hoboken, New Jersey: John Wiley and Sons Inc. 151–152쪽. ISBN 978-1-85070-427-0.